# Impatiens nalampoonii
Impatiens nalampoonii är en balsaminväxtart som beskrevs av Daisuke Shimizu. Impatiens nalampoonii ingår i släktet balsaminer, och familjen balsaminväxter. Inga underarter finns listade i Catalogue of Life.